# Boëme
Boëme – rzeka we Francji, przepływająca przez teren departamentu Charente, o długości 23,1 km. Stanowi dopływ rzeki Charente.